# Sistem za upravljanje z izvorno kodo
Sistem za upravljanje z izvorno kodo je sistem, ki zagotavlja hranjenje izvorne kode (na centralnem strežniku ali v distribuirani obliki) ter verzioniranje. Razširjena sistema za upravljanje z izvorno kodo sta Subversion in Git.
Sistemi za upravljanje s kodo omogočajo, da več programerjev hkrati dela na isti izvorni kodi. Sistem običajno hrani kodo na dogovorjeni lokaciji na centralnem strežniku. Programerji delajo na svojih lokalnih kopijah izvorne kode, ki jih pridobijo s centralnega repozitorija. Programerji svoje spremembe pošiljajo na centralni strežnik, pri čemer sistem omogoča tudi reševanje konfliktov, ko dva ali več programerjev poskuša poslati v strežnik spremembe istega dela posamične datoteke. Sistem omogoča restavriranje stanja izvorne kode v kateremkoli času v preteklosti.